# Andriivka, Sofiivka
Andriivka (în ucraineană Андріївка) este un sat în comuna Perșe Travnea din raionul Sofiivka, regiunea Dnipropetrovsk, Ucraina.

## Demografie
Componența lingvistică a localității Andriivka
     Ucraineană (89,45%)
     Rusă (8,44%)
     Alte limbi (1,26%)
Conform recensământului din 2001, majoritatea populației localității Andriivka era vorbitoare de ucraineană (89,45%), existând în minoritate și vorbitori de rusă (8,44%).